# Velika nagrada Australije 2009.
Velika nagrada Australije (službeno: LXXIV ING Australian Grand Prix) utrka je bolida Formule 1. Održana je 29. ožujka 2009. godine u Melbourneu, Australija. To je bila prva utrka sezone 2009.

## Sudionici utrke
| #  | Vozač                | Momčad                    | Šasija            | Motor                   | Guma |
| -- | -------------------- | ------------------------- | ----------------- | ----------------------- | ---- |
| 1  | Lewis Hamilton       | Vodafone McLaren Mercedes | McLaren MP4-24    | Mercedes FO 108W V8 2.4 | B    |
| 2  | Heikki Kovalainen    | Vodafone McLaren Mercedes | McLaren MP4-24    | Mercedes FO 108W V8 2.4 | B    |
| 3  | Felipe Massa         | Scuderia Ferrari Marlboro | Ferrari F60       | Ferrari 056 V8 2.4      | B    |
| 4  | Kimi Räikkönen       | Scuderia Ferrari Marlboro | Ferrari F60       | Ferrari 056 V8 2.4      | B    |
| 5  | Robert Kubica        | BMW Sauber F1 Team        | BMW Sauber F1.09  | BMW P86/9 V8 2.4        | B    |
| 6  | Nick Heidfeld        | BMW Sauber F1 Team        | BMW Sauber F1.09  | BMW P86/9 V8 2.4        | B    |
| 7  | Fernando Alonso      | ING Renault F1 Team       | Renault R29       | Renault RS27 V8 2.4     | B    |
| 8  | Nelsinho Piquet      | ING Renault F1 Team       | Renault R29       | Renault RS27 V8 2.4     | B    |
| 9  | Jarno Trulli         | Panasonic Toyota Racing   | Toyota TF109      | Toyota RVX-09 V8 2.4    | B    |
| 10 | Timo Glock           | Panasonic Toyota Racing   | Toyota TF109      | Toyota RVX-09 V8 2.4    | B    |
| 11 | Sébastien Bourdais   | Scuderia Toro Rosso       | Toro Rosso STR4   | Ferrari 056 V8 2.4      | B    |
| 12 | Sébastien Buemi      | Scuderia Toro Rosso       | Toro Rosso STR4   | Ferrari 056 V8 2.4      | B    |
| 14 | Mark Webber          | Red Bull Racing           | Red Bull RB5      | Renault RS27 V8 2.4     | B    |
| 15 | Sebastian Vettel     | Red Bull Racing           | Red Bull RB5      | Renault RS27 V8 2.4     | B    |
| 16 | Nico Rosberg         | AT&T Williams             | Williams FW31     | Toyota RVX-09 V8 2.4    | B    |
| 17 | Kazuki Nakađima      | AT&T Williams             | Williams FW31     | Toyota RVX-09 V8 2.4    | B    |
| 20 | Adrian Sutil         | Force India F1 Team       | Force India VJM02 | Mercedes FO 108W V8 2.4 | B    |
| 21 | Giancarlo Fisichella | Force India F1 Team       | Force India VJM02 | Mercedes FO 108W V8 2.4 | B    |
| 22 | Jenson Button        | Brawn GP Formula 1 Team   | Brawn GP BGP 001  | Mercedes FO 108W V8 2.4 | B    |
| 23 | Rubens Barrichello   | Brawn GP Formula 1 Team   | Brawn GP BGP 001  | Mercedes FO 108W V8 2.4 | B    |

## Prije utrke
Velika nagrada Australije je mjesto debija ekipe Brawn GP s Hondinim prošlogodišnjim vozačima - Rubensom Barrichellom i Jensonom Buttonom. Utrka je također debi za Sébastiana Buemija u Toro Rossu, jedinog novaka ove sezone. Buemi je prvi švicarski vozač nakon Jean-Denisa Délétraza 1995. Prije utrke pisalo se kako McLaren i Renault planiraju bojkotirati početak sezone radi novca koji nije bilo plaćen teamovima. S druge su se strane mnogi žalili na legalnost bolida Brawn GP-a, Williamsa i Toyote, zbog stražnjeg difuzora. Saslušanje FIA-a je zakazano nakon VN Malezije.

## Slobodni treninzi i kvalifikacije

### Slobodni treninzi
Na prvim slobodnim treninzima oba bolida Williamsa su preuzela prvo mjesto, Nico Rosberg kao prvi, Kazuki Nakajima drugi. Treći je bio Kimi Räikkönen, zatim Rubens Barrichello, pa Heikki Kovalainen, pa Jenson Button, Felipe Massa i osmi Timo Glock. Prošlogodišnji pobjednik sezone Lewis Hamilton završio je kao šesnaesti.

Rosberg je bio najbrži i na drugim slobodnim treninzima. Slijede ga Barrichello i Jarno Trulli, potom Mark Webber, Button, Timo Glock, Nakajima i Sebastian Vettel.

Treći slobodni trening održan je u subotu prije kvalifikacija, Nico Rosberg opet završio kao najbrži ispred Trullija i Buttona. Na četvrtom je mjestu Massa, kao jedini vozač McLarena i Ferrarija u top deset, a slijede ga Nakajima, Barrichello, Webber, Glock, Robert Kubica i Nick Heidfeld.

### Kvalifikacije
Iako je bio prvi na svim slobodnim treninzima, Nico Rosberg kvalificirao se tek na petu startnu poziciju. Opća dominacija bolida Brawn GP-a rezultirala je Buttonovim pole positionom i Barrichellom kao drugim. U drugom redu su Red Bullov Sebastian Vettel, BMW Sauberov Kubica, iza njih Nico Rosberg i Felipe Massa. Momčad Toyote kažnjena je zbog ilegalnih stražnjih krila, te su startali iz boksa. Lewis Hamilton pomaknut je pet mjesta unatrag radi promjene mjenjača. 
| Odabir guma kroz utrku |               |               |               |               |           |
| vozač                  | start         | 1. promjena   | 2. promjena   | 3. promjena   | odustanak |
| Felipe Massa           | Super mekana  | Srednje tvrda | Srednje tvrda |               | Odustao   |
| Kimi Raikkonen         | Super mekana  | Srednje tvrda | Srednje tvrda | Super mekana  | Odustao   |
| Lewis Hamilton         | Super mekana  | Srednje tvrda | Srednje tvrda |               |           |
| Heikki Kovalainen      | Srednje tvrda |               |               |               | Odustao   |
| Robert Kubica          | Super mekana  | Srednje tvrda | Srednje tvrda |               | Odustao   |
| Nick Heidfeld          | Srednje tvrda | Srednje tvrda | Srednje tvrda | Super mekana  |           |
| Fernando Alonso        | Srednje tvrda | Srednje tvrda | Super mekana  |               |           |
| Nelsinho Piquet        | Srednje tvrda | Srednje tvrda |               |               | Odustao   |
| Jarno Trulli           | Super mekana  | Srednje tvrda | Srednje tvrda |               |           |
| Timo Glock             | Srednje tvrda | Srednje tvrda | Super mekana  |               |           |
| Sebastien Bourdais     | Super mekana  | Srednje tvrda | Srednje tvrda |               |           |
| Sebastien Buemi        | Srednje tvrda | Srednje tvrda | Super mekana  |               |           |
| Mark Webber            | Srednje tvrda | Srednje tvrda | Super mekana  |               |           |
| Sebastian Vettel       | Srednje tvrda | Srednje tvrda | Super mekana  |               | Odustao   |
| Nico Rosberg           | Srednje tvrda | Srednje tvrda | Super mekana  |               |           |
| Kazuki Nakajima        | Srednje tvrda |               |               |               | Odustao   |
| Adrian Sutil           | Srednje tvrda | Srednje tvrda | Super mekana  | Srednje tvrda |           |
| Giancarlo Fisichella   | Srednje tvrda | Srednje tvrda | Super mekana  |               |           |
| Jenson Button          | Srednje tvrda | Srednje tvrda | Super mekana  |               |           |
| Rubens Barrichello     | Srednje tvrda | Srednje tvrda | Super mekana  |               |           |

## Utrka
Jenson Button je vodio prvu utrku teama Brawn GP otpočetka do kraja. Drugi je nakon neobičnog spleta okolnosti završio Rubens Barrichello, a treći Toyotin Jarno Trulli, koji je kasnije kažnjen s dvadeset i pet sekundi, te je na trećem mjestu službeno Lewis Hamilton za McLaren-Mercedes. 

Button je poveo utrku u prvi zavoj, dok na gridu drugoplasirani Barrichello nije uspio dobro krenuti. Približavajući se prvom zavoju, Heikki Kovalainen udario je u stražnji kraj Barrichellova bolida, gurajući ga u Marka Webbera i Nicka Heidfelda. Na kraju prvog kruga Adrian Sutil, Heidfeld, Webber i Kovalainen zaustavljaju se u boksu zbog oštećenja, Kovalainen završava utrku. U desetom krugu Nico Rosberg prelazi Kimija Räikkönena za peto mjesto, a Barrichello se lagano sudara s Kimijem koji odlazi u boks. U osamnaestom krugu Williamsov Kazuki Nakajima gubi stražnji kraj bolida i zabija se u zid. Sigurnosni automobil izlazi na stazu i većina vozača odlazi u boks. U 25. krugu izlazi sigurnosni automobil, Button zadržava vodstvo, no Nelsinho Piquet gubi kontrolu i završava pored staze. 

Felipe Massa usporio je u četrdeset i sedmom krugu, te parkirao u bokstu, samo dva kruga nakon što je njegov kolega Kimi Räikkönen široko izašao i ostrugao zid, ali i nastavio. U 58. će krugu odustati i Räikkönen, te će to biti još jedna od loših VN Australija za ekipu Ferrari.
Kubica se približava Vettelu, a Barrichello, Trulli, Hamilton, Glock i Alonso prelaze Nicu Rosberga na mekšim gumama. U pedeset i šestom krugu Robert Kubica napada Sebastiana Vettela za drugo mjesto - dolazi do kontakta i sudara, oba su bolida oštećena i zaustavljaju se nakon nekoliko zavoja. Sigurnosni automobil izlazi na stazu, te ovogodišnja VN Australije postaje tek druga utrka u povijest Formule 1 završena pod pratnjom sigurnosnog automobila (prva je bila Velika nagrada Kanade 1999.). Sébastian Buemi u svojem debiju osvaja dva boda. 

## Nakon utrke
Pokrenuta je istraga i suci su odlučili proglasiti Sebastiana Vettela krivim za sudar s Robertom Kubicom, te ga kaznili s deset mjesta unatrag na VN Malezije. Red Bull Racing također mora platiti 50,000 dolara kazne zbog savjetovanja Vettelu da nastavi s oštećenim bolidom.
Toyotin Jarno Trulli također je bio pod istragom. Suci su odlučili da je Trulli zadobio svoju poziciju prešavši Lewisa Hamiltona pod sigurnosnim automobilom. Trulli je kažnjen s 25 sekundi, čime je završio na dvanaestom mjestu.

## Kvalifikacije
bolidi koji koriste KERS označeni su s "‡". 

| poz | broj | ime                  | konstruktor          | runda 1  | runda 2  | runda 3  | grid |
| --- | ---- | -------------------- | -------------------- | -------- | -------- | -------- | ---- |
| 1   | 22   | Jenson Button        | Brawn GP-Mercedes    | 1:25.211 | 1:24.855 | 1:26.202 | 1    |
| 2   | 23   | Rubens Barrichello   | Brawn GP-Mercedes    | 1:25.006 | 1:24.783 | 1:26.505 | 2    |
| 3   | 15   | Sebastian Vettel     | Red Bull-Renault     | 1:25.938 | 1:25.121 | 1:26.830 | 3    |
| 4   | 5    | Robert Kubica        | BMW Sauber-BMW       | 1:25.922 | 1:25.152 | 1:26.914 | 4    |
| 5   | 16   | Nico Rosberg         | Williams-Toyota      | 1:25.846 | 1:25.123 | 1:26.973 | 5    |
| 6   | 10   | Timo Glock           | Toyota               | 1:25.499 | 1:25.281 | 1:26.975 | 191  |
| 7   | 3‡   | Felipe Massa         | Ferrari              | 1:25.844 | 1:25.319 | 1:27.033 | 6    |
| 8   | 9    | Jarno Trulli         | Toyota               | 1:26.194 | 1:25.265 | 1:27.127 | 201  |
| 9   | 4‡   | Kimi Räikkönen       | Ferrari              | 1:25.899 | 1:25.380 | 1:27.163 | 7    |
| 10  | 14   | Mark Webber          | Red Bull-Renault     | 1:25.427 | 1:25.241 | 1:27.246 | 8    |
| 11  | 6‡   | Nick Heidfeld        | BMW Sauber-BMW       | 1:25.827 | 1:25.504 |          | 9    |
| 12  | 7‡   | Fernando Alonso      | Renault              | 1:26.026 | 1:25.605 |          | 10   |
| 13  | 17   | Kazuki Nakajima      | Williams-Toyota      | 1:26.074 | 1:25.607 |          | 11   |
| 14  | 2‡   | Heikki Kovalainen    | McLaren-Mercedes     | 1:26.184 | 1:25.726 |          | 12   |
| 15  | 1‡   | Lewis Hamilton       | McLaren-Mercedes     | 1:26.454 | No time  |          | 182  |
| 16  | 12   | Sébastien Buemi      | Toro Rosso-Ferrari   | 1:26.503 |          |          | 13   |
| 17  | 8‡   | Nelsinho Piquet      | Renault              | 1:26.598 |          |          | 14   |
| 18  | 21   | Giancarlo Fisichella | Force India-Mercedes | 1:26.677 |          |          | 15   |
| 19  | 20   | Adrian Sutil         | Force India-Mercedes | 1:26.742 |          |          | 16   |
| 20  | 11   | Sébastien Bourdais   | Toro Rosso-Ferrari   | 1:26.964 |          |          | 17   |

- ^  Obje su Toyote bile pomaknute na začelje zbog ilegalnih stražnjih krila.
- ^  Lewis Hamilton je dobio kaznu od pet mjesta unatrag zbog mijenjanja mjenjačke kutije.

## Utrka
bolidi koji koriste KERS označeni su s "‡". 

| pozicija | broj | vozač                | konstruktor          | krugovi | vrijeme/razlog odustajanja | grid | bodovi |
| -------- | ---- | -------------------- | -------------------- | ------- | -------------------------- | ---- | ------ |
| 1        | 22   | Jenson Button        | Brawn GP-Mercedes    | 58      | 1:34:15.784                | 1    | 10     |
| 2        | 23   | Rubens Barrichello   | Brawn GP-Mercedes    | 58      | +0.807                     | 2    | 8      |
| 3        | 9    | Jarno Trulli         | Toyota               | 58      | +1.604                     | 20   | 6      |
| 4        | 10   | Timo Glock           | Toyota               | 58      | +4.435                     | 19   | 5      |
| 5        | 7‡   | Fernando Alonso      | Renault              | 58      | +4.879                     | 10   | 4      |
| 6        | 16   | Nico Rosberg         | Williams-Toyota      | 58      | +5.722                     | 5    | 3      |
| 7        | 12   | Sébastien Buemi      | Toro Rosso-Ferrari   | 58      | +6.004                     | 13   | 2      |
| 8        | 11   | Sébastien Bourdais   | Toro Rosso-Ferrari   | 58      | +6.298                     | 17   | 1      |
| 9        | 20   | Adrian Sutil         | Force India-Mercedes | 58      | +6.335                     | 16   |        |
| 10       | 6‡   | Nick Heidfeld        | BMW Sauber-BMW       | 58      | +7.085                     | 9    |        |
| 11       | 21   | Giancarlo Fisichella | Force India-Mercedes | 58      | +7.374                     | 15   |        |
| 12       | 14   | Mark Webber          | Red Bull-Renault     | 57      | +1 krug                    | 8    |        |
| 13       | 15   | Sebastian Vettel     | Red Bull-Renault     | 56      | sudar                      | 3    |        |
| 14       | 5    | Robert Kubica        | BMW Sauber-BMW       | 55      | sudar                      | 4    |        |
| 15       | 4‡   | Kimi Räikkönen       | Ferrari              | 55      | oštećenja od nesreće       | 7    |        |
| -        | 3‡   | Felipe Massa         | Ferrari              | 45      | hidraulika                 | 6    |        |
| -        | 8‡   | Nelson Piquet Jr.    | Renault              | 24      | vrtnja                     | 14   |        |
| -        | 17   | Kazuki Nakajima      | Williams-Toyota      | 17      | nesreća                    | 11   |        |
| -        | 2‡   | Heikki Kovalainen    | McLaren-Mercedes     | 0       | oštećenja od sudara        | 12   |        |
| diskv.   | 1‡   | Lewis Hamilton3      | McLaren-Mercedes     | 58      | diskvalificiran            | 18   |        |

- ^  Lewis Hamilton i McLaren su naknadno diskvalificirani nakon što je utvrđeno da su McLarenova momčad i Hamilton pružili obmanjujuće informacije o pretjecanju Jarna Trullija pod sigurnosnim automobilom.

## Ukupni poredak u SP nakon utrke
| mjesto | vozač              | bodovi |
| ------ | ------------------ | ------ |
| 1      | Jenson Button      | 10     |
| 2      | Rubens Barrichello | 8      |
| 3      | Jarno Trulli       | 6      |
| 4      | Timo Glock         | 5      |
| 5      | Fernando Alonso    | 4      |

| mjesto | konstruktor        | bodovi |
| ------ | ------------------ | ------ |
| 1      | Brawn GP-Mercedes  | 18     |
| 2      | Toyota             | 11     |
| 3      | Renault            | 4      |
| 4      | Williams-Toyota    | 3      |
| 5      | Toro Rosso-Ferrari | 3      |